# King (entreprise)
Pour les articles homonymes, voir King.
King Digital Entertainment, anciennement King.com, dit King, est une entreprise suédoise  de jeu vidéo fondée en 2003, dont le siège social est situé à Londres et le siège fiscal à Dublin. Elle est l'un des développeurs d'applications pour Facebook les plus notables. Elle réalise également des applications mobiles (iOS et Android), et est notamment connue pour son jeu Candy Crush Saga. Elle compte environ 2 000 employés en 2021, répartis dans 5 studios de développement et 3 autres bureaux.

## Histoire
Pour son entrée en bourse en mars 2014, sa valeur est estimée à 7,1 milliards de dollars. Le jour de son introduction, l'action King termine en baisse de plus de 15%.
En novembre 2015, Activision Blizzard acquiert King, pour 5,9 milliards de dollars, soit 5,4 milliards d'euros.
Le 18 janvier 2022, Microsoft, via sa filiale Xbox Game Studios, annonce son intention de racheter Activision Blizzard King pour 68 milliards de dollars. Le rachat est conclu le 13 octobre 2023.

## Controverse sur les clones et les marques
Bien que les jeux de la marque King.com, créatrice de ce jeu, soient grandement inspirés de jeu préexistants (Bejeweled pour Candy Crush Saga, Farm Heroes Saga pour Pet Rescue Saga, Bust-a-Move (également appelé Puzzle Bobble) pour Bubble Witch Saga et Peggle pour Papa Pear Saga) et que les termes aient été utilisés par des jeux plus anciens (Candyswype, 2010, Crush (2007), Rastan Saga, 1987), la société décide de déposer les marques « Candy » (« sucrerie » en anglais), « Crush » (« broyer » en anglais) et « Saga » (type de littérature épique islandaise) et commence à attaquer en justice les autres créateurs de jeu utilisant ces termes dans leurs noms de jeu, et notamment CandySwype dont elle s'est très fortement inspirée,,.
En voyant cela, un auteur indépendant décide d'attaquer la marque pour avoir copié le jeu Scamperghost, sous le nom Pac-Avoid, à la fois dans le concept et dans la conception. Le développeur du jeu commandé par King.com explique lui-même que cette société lui a commandé de faire un clone de ce jeu. Devant cette attaque, King.com répond que ce n'est pas une copie mais retire le jeu de son site,,. Le nom Pac-avoid posait également d'autres problèmes, entre le nom et la conception, avec l'un des plus célèbres des jeux vidéo des années 1980, Pac-Man (1980).
King.com diffuse alors sur son site :
« Let me be clear: This unfortunate situation is an exception to the rule. King does not clone games, and we do not want anyone cloning our games. »
Ce qui peut se traduire par :
« Soyons clair : Cette situation malencontreuse est une exception à la règle. King ne clone pas les jeux, et nous voulons que personne ne clone nos jeux. »
En réaction, des développeurs indépendants se sont mis à créer un nombre important de jeux contenant ces noms et plus ou moins moqueurs vis-à-vis de cette histoire. On pouvait ainsi en compter 368 le 3 février 2014.

### Extension de la controverse à d'autres domaines
Un groupe de rock de Toulouse nommé « Bubblies », créé dans les années 1990 et ayant déposé à l'INPI en 2000 sa marque, se voit attaqué le 14 juin 2013, par King.com qui vient de déposer la marque Bubble Witch. Le groupe développe également des jeux vidéo. De nombreux internautes sont mobilisés par les Bubblies, et le conflit est relayé sur de nombreux sites français et à la télévision.
L'éditeur finit par abandonner sa plainte.

## Jeux
- Bubble Witch Saga
- Candy Crush Saga
- Candy Crush Soda Saga
- Diamond Digger Saga
- Farm Heroes Saga
- Papa Pear Saga
- Pepper Panic Saga
- Pet Rescue Saga
- Pyramid Solitarie Saga
- Bubble Witch Saga 2
- Alpha Betty Saga
- Baie Du Paradis
- Candy Crush Jelly Saga
- Blussom Blast Saga
- Farm Heroes SUPER Saga
- Bubble Witch Saga 3 (janvier 2017)
- Candy Crush Friends Saga (mai 2019)
- Pet Rescue Puzzle Saga
- Diamond Diaries Saga
- Legend of Solgard
- Royal Charm Slots
- Crash Bandicoot: On the Run!
- Knighthood: The Knight RPG (crée par King mais racheté par Midoki Roleplaying Games)